# 1709 en philosophie
Chronologie de la philosophie
- 1705
- 1706
- 1707
- 1708
- 1709
- 1710
- 1711
- 1712
- 1713

L’année 1709 a été marquée, en philosophie, par les événements suivants :

## Décès
- 31 décembre à Caen : Pierre Cally, né le 25 septembre 1630 à Ménil-Hubert, est un prêtre catholique et philosophe français, l'un des premiers promoteurs du cartésianisme.